# ¡Así es mi tierra!
¡Así es mi tierra! es una película de comedia mexicana de 1937 dirigida por Arcady Boytler y protagonizada por Mario Moreno "Cantinflas", Manuel Medel y Mercedes Soler. Ésta es la primera película en presentar a Cantinflas en un papel prominente (su película debut fue No te engañes, corazón, solo presentándolo en una breve aparición) y la primera de las películas que protagonizó Cantinflas junto a Medel como equipo. La dirección de arte de la película fue de José Rodríguez Granada.

## Argumento
La trama transcurre en 1916 en plena Revolución mexicana cuando un general (Antonio R. Frausto) regresa a su pueblo natal en compañía de sus tropas y de un licenciado a su pueblo, donde lo reciben con grandes fiestas. Uno de los hombres que lo felicita es «El Tejón» (Cantinflas), un peón que adula al general.
El general se interesa por la joven Chabela (Mercedes Soler) sin saber que ella mantiene un romance secreto con Filomeno (Juan José Martínez Casado). Mientras tanto, «El Tejón» y el bigotón Procopio (Manuel Medel), lugarteniente del general, se disputan el amor de la rancherita Chole (Margarita Cortés).

## Reparto
- Mario Moreno "Cantinflas" como El Tejón.
- Manuel Medel como Procopio.
- Antonio R. Frausto como el general.
- Luis G. Barreiro como el licenciado.
- Mercedes Soler como Isabelita (Chabela).
- Juan José Martínez Casado como Filomeno (acreditado como J.J. Martinez Casado).
- Margarita Cortés como Chole.
- Amelia Wilhelmy como Adelita.
- Josefina Segarra como doña Tomasa.
- Ángel T. Sala como El Gallo.
- Miguel Wimer como don Cayetano.
- Luis Ureña como Nicanor.
- Ángel Arzamendi como don Chon.
- Guillermo Calles como Gonzalo.
- Antonio Garay como Gómez.
- Ana María Castañeda como Restituta.
- Carolina Barret como Carolina (no acreditada).
- Leonor Gómez como Lupe (no acreditada).
- José Elías Moreno as Invitado a fiesta (no acreditado).
- Alicia Reyna as Cocinera en fiesta (no acreditada).
- José Ignacio Rocha as Invitado a fiesta (no acreditado).

## Recepción
Los autores de Mexico: An Encyclopedia of Contemporary Culture and History argumentan que la película parodió el género cinematográfico de la comedia ranchera, diciendo: «Dada su personalidad decididamente no de macho, parece apropiado y no es coincidencia que el primer objetivo de su humor haya sido el más varonil de los géneros cinematográficos mexicanos, la comedia ranchera». Michael Werner en su Concise Encyclopedia of Mexico reconoció en la película una «estética eisensteiniana» que Boytler incorporó a la película. Por el contrario, en sus libros Escenas de pudor y liviandad y Los ídolos a nado: Una antología global, Carlos Monsiváis declaró que el personaje del «pelado» de Cantinflas era incompatible con el entorno rural de la película, en contraste con el entorno de la ciudad de sus películas posteriores, diciendo que «lo suyo es la nueva sensibilidad urbana». En su libro Más allá de las lágrimas, Isaac León Frías recoge las críticas de Aurelio de los Reyes al limitado rodaje en exteriores de la película, en contraste con Allá en el Rancho Grande, diciendo: «Intenta captar el retorno a casa de los revolucionarios, pero el regreso es un pretexto para que la acción de la película se desarrolle "intra muros" en los sets cinematográficos. Los exteriores y los escenarios naturales ocupan un segundo lugar, lo contrario de Allá en el Rancho Grande. Se refugia en los estudios tal vez porque ahí se fabrica más cómodamente otra realidad».